# Sport toplumystadion
Het Sport toplumystadion is een multifunctioneel stadion in Daşoguz, een stad in Turkmenistan.
Het stadion werd geopend in mei 2010.  In het stadion is plaats voor 10.000 toeschouwers. Het stadion maakt deel uit van een groter sportcomplex met onder andere ook een zwembad en sporthal. Rondom het grasveld ligt een atletiekbaan.
Het stadion wordt vooral gebruikt voor voetbalwedstrijden, de voetbalclub Turan FK maakt gebruik van dit stadion. Het stadion werd ook een keer gebruikt voor een wedstrijd van het nationale voetbalelftal van Turkmenistan voor een kwalificatiewedstrijd tegen Iran. Dat was op 16 juni 2015.